# Uh-Huh
Uh-Huh är ett musikalbum av John Cougar Mellencamp, lanserat 1983. Det var hans sjunde studioalbum, och var det första där han använde sitt riktiga efternamn Mellencamp, efter att tidigare ha använt enbart artsitnamnet John Cougar. Albumets inledande låtar "Crumblin' Down", "Pink Houses" och "Authority Song" blev alla hitsinglar i USA.

## Låtlista
(kompositör inom parentes)
1. "Crumblin' Down" (Mellencamp, George Green) – 3:33
2. "Pink Houses" (Mellencamp) – 4:43
3. "Authority Song" (Mellencamp) – 3:49
4. "Warmer Place to Sleep" (Mellencamp, Green) – 3:48
5. "Jackie O" (Mellencamp, John Prine) – 3:04
6. "Play Guitar" (Larry Crane, Mellencamp, Dan Ross) – 3:25
7. "Serious Business" (Mellencamp) – 3:25
8. "Lovin' Mother Fo Ya" (Will Cary, Mellencamp) – 3:06
9. "Golden Gates" (Mellencamp) – 4:04

## Listplaceringar
- Billboard 200, USA: #9[1]
- UK Albums Chart, Storbritannien: #92[2]
- Topplistan, Sverige: #24[3]